# Nickel-metallhydridackumulator

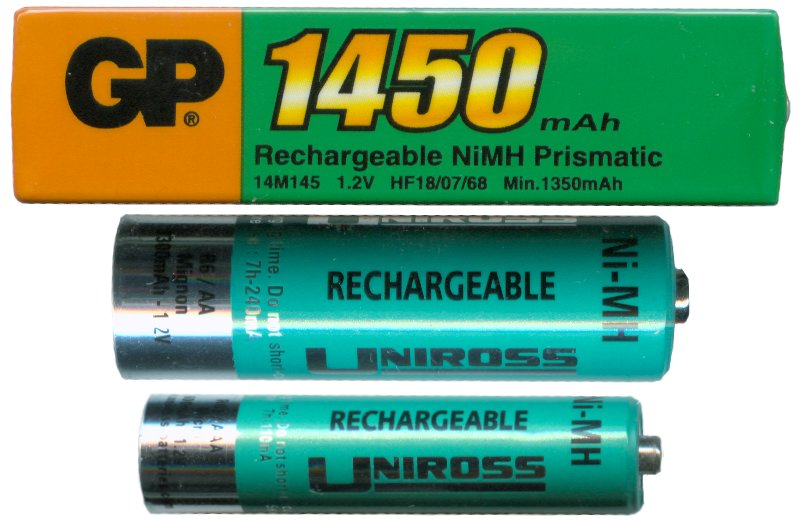
Exempel på NiMH-batterier

Ett nickel-metallhydridbatteri, förkortat NiMH, är en typ av återuppladdningsbart batteri. Konstruktionen hos ett NiMH-batteri liknar ett nickel-kadmiumbatteri (NiCd). Båda batterierna ser väldigt lika ut och ger en spänning av ungefär 1,2 volt. Skillnaden består i att man använder aluminium, nickel, mangan, magnesium och kobolt i minuspolen (jämför NiCd som använder kadmium). Det speciella är att legeringen i minuspolen kan lagra väte reversibelt.

## Mer om konstruktionen
Mellan elektroderna finns en elektrolyt, en kaliumhydroxidlösning. För att inte elektroderna ska komma i beröring med varandra och orsaka inre kortslutning finns där även en separator som är gjord av syntetiskt material.
Pluspolen skiljs från minuspolen med en krympslang och det är botten av batteriet som utgör minuspolen medan metallocket omgivet av krympslang är pluspolen.

## Driftstid och andra egenskaper
Ett nickel-metallhydridbatteri har cirka 50 procent längre driftstid än ett motsvarande nickel-kadmium-batteri. Nickel-metallhydridbatteriet är också mer miljövänligt än nickel-kadmiumbatteriet eftersom det saknar kadmium. En annan fördel för NiMH är lägre vikt per cell. Nackdelen med NiMH är att den snabbt självurladdas, takten är cirka 10 procent första dygnet och sedan ungefär 1,5 procent per dygn. Det utgör också en större risk för brand att ladda ett NiMH-batteri än ett NiCd-batteri eftersom temperaturen blir högre vid laddning. Det finns nya typer av NiMH med 10% självurladdning per år vilket betyder att kapaciteten kan ligga på 70-85%.